# Кубок Таїланду з футболу 2017
Кубок Таїланду з футболу 2017 — 25-й розіграш кубкового футбольного турніру в Таїланді. Титул вперше здобув Чіанграй Юнайтед.

## Календар
| Раунд                 | Дата              | Матчі | Клуби   |
| --------------------- | ----------------- | ----- | ------- |
| Кваліфікаційний раунд | 5 квітня 2017     | 10    | 74 → 64 |
| Перший раунд          | 21 червня 2017    | 32    | 64 → 32 |
| 1/16 фіналу           | 2 серпня 2017     | 16    | 32 → 16 |
| 1/8 фіналу            | 27 вересня 2017   | 8     | 16 → 8  |
| 1/4 фіналу            | 18 жовтня 2017    | 4     | 8 → 4   |
| 1/2 фіналу            | 1 листопада 2017  | 2     | 4 → 2   |
| Фінал                 | 25 листопада 2017 | 1     | 2 → 1   |

## 1/8 фіналу
| Команда 1            | Рахунок      | Команда 2          |
| -------------------- | ------------ | ------------------ |
| 27 вересня 2017      |              |                    |
| Чіангмай Юнайтед (4) | 2:0 дч       | Самутсонгкхрам (2) |
| Нонгбуа Пітчая (2)   | 3:0          | Прачуап (2)        |
| Бангкок Глесс        | 0:2          | Бурірам Юнайтед    |
| Армі Юнайтед (2)     | 1:1 пен. 6:7 | ПТТ Районг (2)     |
| Муанг Тонг Юнайтед   | 5:0          | Лампанг (2)        |
| Районг (2)           | 0:3          | Супханбурі         |
| Бангкок Юнайтед      | 5:1          | Порт               |
| Чіанграй Юнайтед     | 3:1 дч       | БЕК Теро Сасана    |

## 1/4 фіналу
| Команда 1            | Рахунок | Команда 2          |
| -------------------- | ------- | ------------------ |
| 18 жовтня 2017       |         |                    |
| Чіангмай Юнайтед (4) | 2:1     | Нонгбуа Пітчая (2) |
| ПТТ Районг (2)       | 0:3     | Муанг Тонг Юнайтед |
| Супханбурі           | 0:1 дч  | Бангкок Юнайтед    |
| Чіанграй Юнайтед     | 1:0     | Бурірам Юнайтед    |

## 1/2 фіналу
| Команда 1            | Рахунок      | Команда 2          |
| -------------------- | ------------ | ------------------ |
| 1 листопада 2017     |              |                    |
| Чіангмай Юнайтед (4) | 0:3          | Бангкок Юнайтед    |
| Чіанграй Юнайтед     | 2:2 пен. 6:5 | Муанг Тонг Юнайтед |

## Фінал
| 25 листопада 2017 14:00 (EEST) |

| Чіанграй Юнайтед                                                        | 4:2 | Бангкок Юнайтед            |
| ----------------------------------------------------------------------- | --- | -------------------------- |
| Евертон Гонсалвеш 25' Рафаель Коельйо 56' Вандер Луїс 81', 90+4' (пен.) |     | Покклау 6' Джейсі Джон 73' |

| Національний стадіон, Бангкок Арбітр: Сонгкран Бунмеекіат |